# Мессуд, Клэр
Клэр Мессуд (род. 8 октября 1966, Гринуич) — американская, канадская и французская писательница, преподаватель литературы и творческого письма. Наиболее известна как автор романа «Дети императора» (2006).

## Биография
Мессуд родилась в Гринвиче, штат Коннектикут, выросла в Австралии и Канаде. Мать Мессуд — канадка, а отец — франкоалжирец. Училась в бакалавриате и магистратуре Йельского и Кембриджского университетов, где познакомилась со своим супругом Джеймсом Вудом.
В 1989 году, после окончания двух лет обучения в Кембридже, Мессуд поступила на программу магистратуры в Сиракузский университет. Однако вскоре она почувствовала, что это начинание не соответствует её устремлениям, поскольку все остальные студенты, помимо того, что были старше и «уже были женаты, а иногда и разводились», сильно интересовались американскими авторами, с творчеством которых она ещё не была знакома, такими как Чарльз Бакстер, Леонард Майклз и Энн Битти. Литературные вкусы Мессуд больше склонялись к экспериментальным писательницам, на творчестве которых её воспитывала мать, таким как Кэтрин Мэнсфилд, Джуна Барнс, Элизабет Боуэн и Джин Рис.
Дебютный роман Мессуд «Когда мир был непоколебим» (1995) был номинирован на премию ПЕН/Фолкнера. В 1999 году она опубликовала свою вторую книгу, «Последняя жизнь», о трёх поколениях франко-алжирской семьи. Ее работа 2001 года, «Охотники», состоит из двух новелл. «Дети императора», которую Мессуд написала, будучи научным сотрудником Рэдклиффского института перспективных исследований в 2004—2005 годах, была высоко оценена критиками и стала бестселлером New York Times, а также была включена в лонг-лист номинантов на Букеровскую премию 2006 года. В апреле 2013 года Мессуд опубликовала свой шестой роман «Женщина наверху». В 2017 году роман «Горящая девушка» был назван одной из лучших книг года по версии Los Angeles Times.
Мессуд преподавала творческое письмо в Амхерст-колледже, Кеньон-колледже, Мэрилендском университете, Йельском университете и на программе Graduate Writing в Университете Джонса Хопкинса. Входит в редколлегию литературного журнала The Common, издающегося в Амхерст-колледже. Написала ряд статей для таких изданий, как The New York Review of Books.
В 2009 году Мессуд начала преподавать курс по литературным традициям каждый весенний семестр в рамках программы МФА по творческому письму в Хантер-колледже CUNY. Впоследствии она преподавала творческое письмо в других учебных заведениях, включая Университет Мэриленда и Университет Джонса Хопкинса.
С 2015 года Мессуд является старшим преподавателем кафедры английского языка Гарвардского университета, где она входит в состав факультета творческого письма.

### Личная жизнь
У Мессуд двое детей, Ливия и Люциан.

## Награды
Американская академия искусств и литературы отметила талант Мессуд премией Эддисона Меткалфа и премией Strauss Living Award. В 2003 году она была включена в список лучших молодых британских романистов журнала Granta, хотя ни один из трех её паспортов не является британским.
Книга «Эта странная насыщенная событиями история» была включена в лонг-лист премии Гиллера 2024 года и в лонг-лист Букеровской премии 2024 года.